# Radici dell'hip hop
Le radici dell'hip hop si possono rilevare nei cosiddetti block party (feste di quartiere) in voga negli anni 1970 a New York, e nello specifico nel quartiere del Bronx.
Già dagli anni 1930 più di un quinto dei residenti di Harlem proveniva dalle Indie Occidentali, e i block party nati successivamente erano strettamente simili alle feste giamaicane dette Sound System, solitamente frequentate da molta gente che si accalcava nei pressi di potenti e costosi impianti sonori portatili, spesso utilizzati per competere tra i DJ, che successivamente aggiunsero l'elemento del toasting.
La musica rap emerse da questi block party dopo che Dj Kool Herc ebbe l'idea di isolare pezzi di canzoni dove erano presenti solo percussioni (detti breakdown) o momenti particolarmente apprezzati tra i ballerini ed i frequentatori delle feste (breaks). Successivamente i giovani afroamericani del Bronx iniziarono a ballare su questi breaks, da cui il nome di B-boys (e Break dance); parallelamente anche i cosiddetti MC iniziarono a parlare sopra questi "ritagli" di musica, ripetuti grazie alla tecnica di Beat juggling; in Giamaica, un simile stile musicale chiamato dub si sviluppò dal medesimo concetto di isolamento e ripetizione dei break. Tuttavia, 
(Toop, 1991)

## Le condizioni storiche che contribuirono alla nascita dell'hip hop
Le ragioni della nascita dell'hip hop sono complesse. Forse la più importante è il basso costo di esercizio: l'equipaggiamento era relativamente economico e virtualmente chiunque poteva improvvisarsi MC sui beat più popolari del momento. Gli MC dovevano essere creativi, accoppiando rime nonsense (prive di senso) e prese in giro di amici e nemici come nello stile del toasting giamaicano, oppure recitare dozens, in uno scambio di battute spiritose. Gli MC potevano esibirsi ai block party senza bisogno di dischi a supporto, facendo così dell'hip hop una forma di musica folk. Le abilità necessarie per creare musica hip hop venivano insegnate informalmente da musicista a musicista, piuttosto che in costose lezioni di musica.
A Washington, il go go emerse come reazione alla musica disco, e successivamente mescolato all'hip hop durante l'inizio degli anni 1980, mentre la musica elettronica faceva lo stesso, sviluppò la house a Chicago e la techno a Detroit.

### La storia
I primi tempi dell'hip hop furono caratterizzati da una divisione tra fan e detrattori della disco music. In entrambi i sensi, è incontestabile che la disco abbia avuto effetti sulla musica e sulla cultura hip hop, dato che il primo disco rap commerciale fu Rapper's Delight della Sugarhill Gang nel 1979, era a livello delle produzioni disco, con un utilizzo di beat funk, fino allo sfruttamento del mezzo televisivo per mezzo di abbigliamento, ballo ed altri effetti, tutti associabili anche alla disco music.

### Minimalismo
Il minimalismo - e più significativamente il minimalismo elettronico - ricorse ad una tranquilla e metodica (ed a volte organica) rimozione della vasta serie di ornamenti presenti sia nella musica popolare che in quella classica, spianando la strada alla scoperta di nuovi ritmi, tale è il senso del titolo dell'album Autobahn dei Kraftwerk.
Dal 1977 al 1982 sulla radio WGPR, e successivamente per tre anni su WJLB, Charles Johnson, meglio conosciuto come Electrifying Mojo, un DJ radiofonico di Detroit che presiedeva alla Midnight Funk Association, mise in onda un programma che diede speciale attenzione al gruppo minimalista elettronico tedesco dei Kraftwerk. 
Pescando Autobahn tra i dischi scartati dalle stazioni in cui aveva precedentemente lavorato, poco dopo acquistò anche una copia di Trans-Europe Express, quando nel 1981 uscì l'album Computerwelt, Mojo trasmise tutti gli album tutte le notti, creando un effetto durevole sugli ascoltatori.

### Ghetto DJs
I DJ del ghetto trovarono terreno fertile nella sperimentazione. Una generazione che si rifiutò di rimanere in silenzio davanti alla povertà urbana, giovani con pochi soldi ma ricchi di immaginazione, capaci di forgiare un nuovo stile semplicemente con pezzi di ricambio.

## Aspetti socioeconomici urbani
Assieme ai costi ridotti, eventi politici e sociali accelerarono ulteriormente la nascita e la crescita dell'hip hop.
Nel 1959, la Cross-Bronx Expressway fu costruita attraverso il cuore del Bronx, la grande arteria di comunicazione costrinse molti della classe media bianca a spostarsi, e causò disoccupazione diffusa tra i rimanenti abitanti di colore, per l'abbattimento di magazzini e fabbriche presenti sul tracciato della strada.
Negli anni '70 la povertà era dilagante. Quando furono costruiti più di 15.000 appartamenti a Co-op, nella zona Nord del Bronx nel 1968, gli ultimi superstiti della classe media fuggirono dalla zona, rimasta alla mercede di gang composte da neri o latinoamericani, divenute potenti nell'area.

## Stili precedenti che hanno contribuito all'hip hop
- Griot dell'Africa Occidentale
- Spiritual ed altre forme di musica cristiana, così come i sermoni dei ministri protestanti
- Quella che in inglese viene definita Voice instrumental music, ovvero utilizzo della voce per creare musica, senza l'utilizzo di parole e con un frequente uso di onomatopee, di lunga tradizione nella musica di tutto il mondo, tanto che in alcuni casi si ipotizza che tale pratica si antica quanto la civiltà umana
- Scat, utilizzo della voce per imitare strumenti musicali
- Toasting, intrattenimento tradizionale di origine afroamericana e caraibica, consistente le racconto di lunghe e rimate storie di grandi eroi, tra gli esecutori di ricordare Stagger Lee e Jack Johnson assieme ad altri (vedi dub)
- Dozen (o Dirty dozen), scambio di insulti in rima.
- Quello che in inglese viene chiamato "Signifying Monkey", una lunga serie di storie in rima, dove la più debole scimmia trionfa infine sui più forti animali della giungla
- talking blues, reso popolare da Woody Guthrie, John Lee Hooker ed altri, consiste in una parlata in rima con divagazioni ironiche ai danni del pubblico.
- Poeti di proto-rap noti nei tardi anni '60 e primi anni '70, come Gil Scott-Heron ed i Last Poets
- Il gioco del salto della corda, accompagnato da rime come:

One bright day in the middle of the night,
Two dead boys got up to fight.
Back to back they faced each other,
drew their swords and shot each other.
- Vocalese tipico del jazz, ed il Doo wop pop/R&B, che utilizzavano la voce per imitare un'intera band (come i Mills Brothers).
- U.S. Male, una canzone registrata da Elvis Presley nel 1967, che è considerata un prototipo del rap.